# Arnold von Lasaulx
Arnold Constantin Peter Franz von Lasaulx (Kastellaun, 4 giugno 1839 – Bonn, 25 gennaio 1886) è stato un mineralogista e petrografo tedesco.

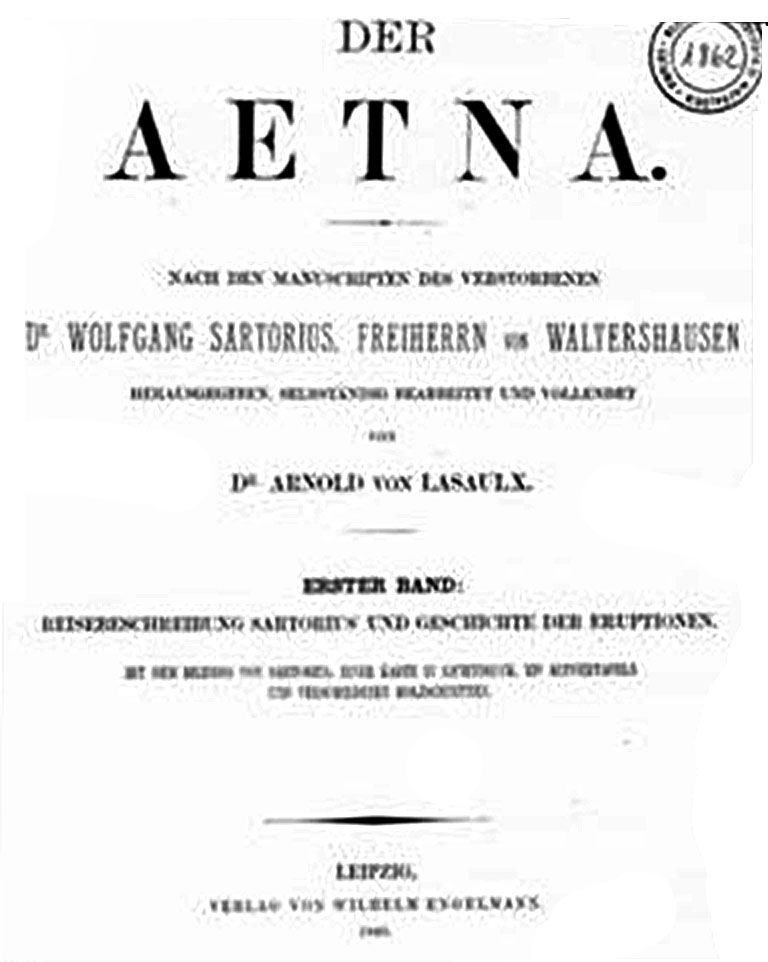
Frontespizio del Der Aetna

Nacque in un villaggio vicino a Coblenza, e studiò presso l'Università Humboldt di Berlino, dove ottenne il suo dottorato nel 1868. Nel 1875 divenne professore associato di mineralogia a Breslavia, e nel 1880 professore di mineralogia e geologia a Bonn. Lasaulx si distinse per le sue ricerche sui minerali e nella cristallografia, e fu uno dei pionieri della petrografia microscopica. Egli descrisse nel 1878 le rocce eruttive del distretto della Saar e di quello del dipartimento francese della Mosella.
Nel 1880 curò la pubblicazione del "Der Aetna", tratto dai manoscritti di Wolfgang Sartorius von Waltershausen, risultato delle osservazioni realizzate dal geologo tedesco tra il 1834 e il 1869. Fu l'autore di "Element der Petrographie" (1875), "Einführung in die Gesteinslehre" (1885), e "Precis de pitrographie" pubblicato postumo (1887). Morì a Bonn nel gennaio 1886.